# France-Galles en rugby à XV
Cet article retrace les confrontations entre l'équipe de France et l'équipe du pays de Galles en rugby à XV.
Les deux équipes se sont affrontées à 105 reprises dont deux fois en Coupe du monde. Les Français et les Gallois ont chacun remporté 51 rencontres, et 3 se sont soldées par un match nul.

## Historique
Quelques dates clés :
- 1908-1927 : série record pour le pays de Galles de quinze victoires consécutives.
- 9 avril 1928 : première victoire de la France face au pays de Galles en match du Tournoi.
- 21 février 1948 : première victoire de la France au pays de Galles.
- 18 janvier 1975 : Match de rugby à XV France - Galles (1975) :première et unique victoire du pays de Galles au Parc des Princes.
- 1983-1993 : série record de douze victoires consécutives pour les Bleus.
- 1998, Wembley (Londres) : quatrième victoire de la France dans le Tournoi (sixième Grand Chelem) par 51 points à rien face au pays de Galles.
- 15 mars 2008 : le pays de Galles bat pour la première fois la France (12-29) au Millennium Stadium de Cardiff dans le Tournoi des Six Nations.
- 15 octobre 2011 : premier match entre les deux équipes en Coupe du monde (victoire de la France).
- 18 mars 2017 : la France bat le pays de Galles (20-18) au Stade de France au terme d'un match qui dure 100 minutes.

## Confrontations
| No  | Date              | Lieu                                              | Match           | Score   | Compétition                      |
| --- | ----------------- | ------------------------------------------------- | --------------- | ------- | -------------------------------- |
| 1   | 2 mars 1908       | Arms Park, Cardiff — Pays de Galles               | Galles – France | 36 – 4  | Test match                       |
| 2   | 23 février 1909   | Stade olympique Yves-du-Manoir, Colombes — France | France – Galles | 5 – 47  | Test match                       |
| 3   | 1er janvier 1910  | St Helen's, Swansea — Pays de Galles              | Galles – France | 49 – 14 | Tournoi                          |
| 4   | 28 février 1911   | Parc des Princes, Paris — France                  | France – Galles | 0 – 15  | Tournoi                          |
| 5   | 25 mars 1912      | Newport — Pays de Galles                          | Galles – France | 14 – 8  | Tournoi                          |
| 6   | 27 février 1913   | Parc des Princes, Paris — France                  | France – Galles | 8 – 11  | Tournoi                          |
| 7   | 2 mars 1914       | St Helen's, Swansea — Pays de Galles              | Galles – France | 31 – 0  | Tournoi                          |
| 8   | 17 février 1920   | Stade olympique Yves-du-Manoir Colombes — France  | France – Galles | 5 – 6   | Tournoi                          |
| 9   | 26 février 1921   | Arms Park, Cardiff — Pays de Galles               | Galles – France | 12 – 4  | Tournoi                          |
| 10  | 23 mars 1922      | Stade olympique Yves-du-Manoir Colombes — France  | France – Galles | 3 – 11  | Tournoi                          |
| 11  | 24 février 1923   | St Helen's, Swansea — Pays de Galles              | Galles – France | 16 – 8  | Tournoi                          |
| 12  | 27 mars 1924      | Stade olympique Yves-du-Manoir Colombes — France  | France – Galles | 6 – 10  | Tournoi                          |
| 13  | 28 février 1925   | Arms Park, Cardiff — Pays de Galles               | Galles – France | 11 – 5  | Tournoi                          |
| 14  | 5 avril 1926      | Stade olympique Yves-du-Manoir Colombes — France  | France – Galles | 5 – 7   | Tournoi                          |
| 15  | 26 février 1927   | St Helen's, Swansea — Pays de Galles              | Galles – France | 25 – 7  | Tournoi                          |
| 16  | 9 avril 1928      | Stade olympique Yves-du-Manoir Colombes — France  | France – Galles | 8 – 3   | Tournoi                          |
| 17  | 23 février 1929   | Arms Park, Cardiff — Pays de Galles               | Galles – France | 8 – 3   | Tournoi                          |
| 18  | 21 avril 1930     | Stade olympique Yves-du-Manoir Colombes — France  | France – Galles | 0 – 11  | Tournoi                          |
| 19  | 28 février 1931   | St Helen's, Swansea — Pays de Galles              | Galles – France | 35 – 3  | Tournoi                          |
| 20  | 22 mars 1947      | Stade olympique Yves-du-Manoir Colombes — France  | France – Galles | 0 – 3   | Tournoi                          |
| 21  | 21 février 1948   | St Helen's, Swansea — Pays de Galles              | Galles – France | 3 – 11  | Tournoi                          |
| 22  | 26 mars 1949      | Stade olympique Yves-du-Manoir Colombes — France  | France – Galles | 5 – 3   | Tournoi                          |
| 23  | 25 mars 1950      | Arms Park, Cardiff — Pays de Galles               | Galles – France | 21 – 0  | Tournoi                          |
| 24  | 7 avril 1951      | Stade olympique Yves-du-Manoir Colombes — France  | France – Galles | 8 – 3   | Tournoi                          |
| 25  | 22 mars 1952      | St Helen's, Swansea — Pays de Galles              | Galles – France | 9 – 5   | Tournoi                          |
| 26  | 28 mars 1953      | Stade olympique Yves-du-Manoir Colombes — France  | France – Galles | 3 – 6   | Tournoi                          |
| 27  | 27 mars 1954      | Arms Park, Cardiff — Pays de Galles               | Galles – France | 19 – 13 | Tournoi                          |
| 28  | 26 mars 1955      | Stade olympique Yves-du-Manoir Colombes — France  | France – Galles | 11 – 16 | Tournoi                          |
| 29  | 24 mars 1956      | Arms Park, Cardiff — Pays de Galles               | Galles – France | 5 – 3   | Tournoi                          |
| 30  | 23 mars 1957      | Stade olympique Yves-du-Manoir Colombes — France  | France – Galles | 13 – 19 | Tournoi                          |
| 31  | 29 mars 1958      | Arms Park, Cardiff — Pays de Galles               | Galles – France | 6 – 16  | Tournoi                          |
| 32  | 4 avril 1959      | Stade olympique Yves-du-Manoir Colombes — France  | France – Galles | 11 – 3  | Tournoi                          |
| 33  | 26 mars 1960      | Arms Park, Cardiff — Pays de Galles               | Galles – France | 8 – 16  | Tournoi                          |
| 34  | 25 mars 1961      | Stade olympique Yves-du-Manoir Colombes — France  | France – Galles | 8 – 6   | Tournoi                          |
| 35  | 24 mars 1962      | Arms Park, Cardiff — Pays de Galles               | Galles – France | 3 – 0   | Tournoi                          |
| 36  | 23 mars 1963      | Stade olympique Yves-du-Manoir Colombes — France  | France – Galles | 5 – 3   | Tournoi                          |
| 37  | 21 mars 1964      | Arms Park, Cardiff — Pays de Galles               | Galles – France | 11 – 11 | Tournoi                          |
| 38  | 27 mars 1965      | Stade olympique Yves-du-Manoir Colombes — France  | France – Galles | 22 – 13 | Tournoi                          |
| 39  | 26 mars 1966      | Arms Park, Cardiff — Pays de Galles               | Galles – France | 9 – 8   | Tournoi                          |
| 40  | 1er avril 1967    | Stade olympique Yves-du-Manoir Colombes — France  | France – Galles | 20 – 14 | Tournoi                          |
| 41  | 23 mars 1968      | Arms Park, Cardiff — Pays de Galles               | Galles – France | 9 – 14  | Tournoi                          |
| 42  | 22 mars 1969      | Stade olympique Yves-du-Manoir Colombes — France  | France – Galles | 8 – 8   | Tournoi                          |
| 43  | 4 avril 1970      | Arms Park, Cardiff — Pays de Galles               | Galles – France | 11 – 6  | Tournoi                          |
| 44  | 27 mars 1971      | Stade olympique Yves-du-Manoir Colombes — France  | France – Galles | 5 – 9   | Tournoi                          |
| 45  | 25 mars 1972      | Arms Park, Cardiff — Pays de Galles               | Galles – France | 20 – 6  | Tournoi                          |
| 46  | 24 mars 1973      | Parc des Princes, Paris — France                  | France – Galles | 12 – 3  | Tournoi                          |
| 47  | 16 février 1974   | Arms Park, Cardiff — Pays de Galles               | Galles – France | 16 – 16 | Tournoi                          |
| 48  | 18 janvier 1975   | Parc des Princes, Paris — France                  | France – Galles | 10 – 25 | Tournoi                          |
| 49  | 6 mars 1976       | Arms Park, Cardiff — Pays de Galles               | Galles – France | 19 – 13 | Tournoi                          |
| 50  | 5 février 1977    | Parc des Princes, Paris — France                  | France – Galles | 16 – 9  | Tournoi                          |
| 51  | 18 mars 1978      | Arms Park, Cardiff — Pays de Galles               | Galles – France | 16 – 7  | Tournoi                          |
| 52  | 17 février 1979   | Parc des Princes, Paris — France                  | France – Galles | 14 – 13 | Tournoi                          |
| 53  | 19 janvier 1980   | Arms Park, Cardiff — Pays de Galles               | Galles – France | 18 – 9  | Tournoi                          |
| 54  | 7 mars 1981       | Parc des Princes, Paris — France                  | France – Galles | 19 – 15 | Tournoi                          |
| 55  | 6 février 1982    | Arms Park, Cardiff — Pays de Galles               | Galles – France | 22 – 12 | Tournoi                          |
| 56  | 19 mars 1983      | Parc des Princes, Paris — France                  | France – Galles | 16 – 9  | Tournoi                          |
| 57  | 18 février 1984   | Arms Park, Cardiff — Pays de Galles               | Galles – France | 16 – 21 | Tournoi                          |
| 58  | 30 mars 1985      | Parc des Princes, Paris — France                  | France – Galles | 14 – 3  | Tournoi                          |
| 59  | 1er mars 1986     | Arms Park, Cardiff — Pays de Galles               | Galles – France | 15 – 23 | Tournoi                          |
| 60  | 7 février 1987    | Parc des Princes, Paris — France                  | France – Galles | 16 – 9  | Tournoi                          |
| 61  | 19 mars 1988      | Arms Park, Cardiff — Pays de Galles               | Galles – France | 9 – 10  | Tournoi                          |
| 62  | 18 février 1989   | Parc des Princes, Paris — France                  | France – Galles | 31 – 12 | Tournoi                          |
| 63  | 20 janvier 1990   | Arms Park, Cardiff — Pays de Galles               | Galles – France | 19 – 29 | Tournoi                          |
| 64  | 2 mars 1991       | Parc des Princes, Paris — France                  | France – Galles | 36 – 3  | Tournoi                          |
| 65  | 4 septembre 1991  | Arms Park, Cardiff — Pays de Galles               | Galles – France | 9 – 22  | Test match                       |
| 66  | 1er février 1992  | Arms Park, Cardiff — Pays de Galles               | Galles – France | 9 – 12  | Tournoi des Cinq Nations         |
| 67  | 20 mars 1993      | Parc des Princes, Paris — France                  | France – Galles | 26 – 10 | Tournoi des Cinq Nations         |
| 68  | 19 février 1994   | National Stadium, Cardiff — Pays de Galles        | Galles – France | 24 – 15 | Tournoi des Cinq Nations         |
| 69  | 21 janvier 1995   | Parc des Princes, Paris — France                  | France – Galles | 21 – 9  | Tournoi des Cinq Nations         |
| 70  | 16 mars 1996      | Arms Park, Cardiff — Pays de Galles               | Galles – France | 16 – 15 | Tournoi des Cinq Nations         |
| 71  | 25 septembre 1996 | Arms Park, Cardiff — Pays de Galles               | Galles – France | 33 – 40 | Test match                       |
| 72  | 15 février 1997   | Parc des Princes, Paris — France                  | France – Galles | 27 – 22 | Tournoi des Cinq Nations         |
| 73  | 5 avril 1998      | Wembley Stadium, Londres — Angleterre             | Galles – France | 0 – 51  | Tournoi des Cinq Nations         |
| 74  | 6 mars 1999       | Stade de France, Saint-Denis — France             | France – Galles | 33 – 34 | Tournoi des Cinq Nations         |
| 75  | 28 août 1999      | Millennium Stadium, Cardiff — Pays de Galles      | Galles – France | 34 – 23 | Test match                       |
| 76  | 5 février 2000    | Millennium Stadium, Cardiff — Pays de Galles      | Galles – France | 3 – 36  | Tournoi des Six Nations          |
| 77  | 17 mars 2001      | Stade de France, Saint-Denis — France             | France – Galles | 35 – 43 | Tournoi des Six Nations          |
| 78  | 16 février 2002   | Millennium Stadium, Cardiff — Pays de Galles      | Galles – France | 33 – 37 | Tournoi des Six Nations          |
| 79  | 29 mars 2003      | Stade de France, Saint-Denis — France             | France – Galles | 33 – 5  | Tournoi des Six Nations          |
| 80  | 7 mars 2004       | Millennium Stadium, Cardiff — Pays de Galles      | Galles – France | 22 – 29 | Tournoi des Six Nations          |
| 81  | 26 février 2005   | Stade de France, Saint-Denis — France             | France – Galles | 18 – 24 | Tournoi des Six Nations          |
| 82  | 18 mars 2006      | Millennium Stadium, Cardiff — Pays de Galles      | Galles – France | 16 – 21 | Tournoi des Six Nations          |
| 83  | 24 février 2007   | Stade de France, Saint-Denis — France             | France – Galles | 32 – 21 | Tournoi des Six Nations          |
| 84  | 26 août 2007      | Millennium Stadium, Cardiff — Pays de Galles      | Galles – France | 7 – 34  | Test match                       |
| 85  | 15 mars 2008      | Millennium Stadium, Cardiff — Pays de Galles      | Galles – France | 29 – 12 | Tournoi des Six Nations          |
| 86  | 27 février 2009   | Stade de France, Saint-Denis — France             | France – Galles | 21 – 16 | Tournoi des Six Nations          |
| 87  | 26 février 2010   | Millennium Stadium, Cardiff — Pays de Galles      | Galles – France | 20 – 26 | Tournoi des Six Nations          |
| 88  | 20 mars 2011      | Stade de France, Saint-Denis — France             | France – Galles | 28 – 9  | Tournoi des Six Nations          |
| 89  | 15 octobre 2011   | Eden Park, Auckland — Nouvelle-Zélande            | France – Galles | 9 – 8   | Coupe du monde (demi-finale)     |
| 90  | 18 mars 2012      | Millennium Stadium, Cardiff — Pays de Galles      | Galles – France | 16 – 9  | Tournoi des Six Nations          |
| 91  | 9 février 2013    | Stade de France, Saint-Denis — France             | France – Galles | 6 – 16  | Tournoi des Six Nations          |
| 92  | 21 février 2014   | Millennium Stadium, Cardiff — Pays de Galles      | Galles – France | 27 – 6  | Tournoi des Six Nations          |
| 93  | 28 février 2015   | Stade de France, Saint-Denis — France             | France – Galles | 13 – 20 | Tournoi des Six Nations          |
| 94  | 26 février 2016   | Millennium Stadium, Cardiff — Pays de Galles      | Galles – France | 19 – 10 | Tournoi des Six Nations          |
| 95  | 18 mars 2017      | Stade de France, Saint-Denis — France             | France – Galles | 20 – 18 | Tournoi des Six Nations          |
| 96  | 17 mars 2018      | Millennium Stadium, Cardiff — Pays de Galles      | Galles – France | 14 – 13 | Tournoi des Six Nations          |
| 97  | 1er février 2019  | Stade de France, Saint-Denis — France             | France – Galles | 19 – 24 | Tournoi des Six Nations          |
| 98  | 20 octobre 2019   | Stade d'Oita, Ōita — Japon                        | Galles – France | 20 – 19 | Coupe du monde (quart de finale) |
| 99  | 22 février 2020   | Millennium Stadium, Cardiff — Pays de Galles      | Galles – France | 23 – 27 | Tournoi des Six Nations          |
| 100 | 24 octobre 2020   | Stade de France, Saint-Denis — France             | France – Galles | 38 – 21 | Test match                       |
| 101 | 20 mars 2021      | Stade de France, Saint-Denis — France             | France – Galles | 32 – 30 | Tournoi des Six Nations          |
| 102 | 11 mars 2022      | Millennium Stadium, Cardiff — Pays de Galles      | Galles – France | 9 – 13  | Tournoi des Six Nations          |
| 103 | 18 mars 2023      | Stade de France, Saint-Denis — France             | France – Galles | 41 – 28 | Tournoi des Six Nations          |
| 104 | 10 mars 2024      | Millennium Stadium, Cardiff — Pays de Galles      | Galles – France | 24 – 45 | Tournoi des Six Nations          |
| 105 | 31 janvier 2025   | Stade de France, Saint-Denis — France             | France – Galles | 43 – 0  | Tournoi des Six Nations          |

## Statistiques
Au 10 mars 2024

### Matches invaincus
- Pays de Galles : quinze de mars 1908 à février 1927 (soit 18 ans et 11 mois)
- France : douze de mars 1983 à mars 1993 (10 ans)

### Total
- Nombre de rencontres : 105
- Premier match gagné par les Gallois : 2 mars 1908 (N°1)
- Premier match gagné par les Français : 9 avril 1928 (N°16)
- Dernier match gagné par les Gallois : 20 octobre 2019
- Dernier match gagné par les Français : 31 janvier 2025
- Plus grand nombre de points marqués par les Gallois : 49 points le 1er janvier 1910 (gagné)
- Plus grand nombre de points marqués par les Français : 51 points le 5 avril 1998 (gagné)
- Plus grande différence de points dans un match gagné par les Gallois : +42 le 23 février 1909
- Plus grande différence de points dans un match gagné par les Français : +51 le 5 avril 1998

### Au pays de Galles
- Nombre de rencontres : 52
- Premier match gagné par les Gallois : 2 mars 1908 (N°1 au pays de Galles)
- Premier match gagné par les Français : 21 février 1948 (N°11 au pays de Galles)
- Dernier match gagné par les Gallois : 17 mars 2018
- Dernier match gagné par les Français : 10 mars 2024
- Plus grand nombre de points marqués par les Gallois : 49 points le 1er janvier 1910 (gagné)
- Plus grand nombre de points marqués par les Français : 45 points le 10 mars 2024 (gagné)
- Plus grande différence de points dans un match gagné par les Gallois : +35 le 1er janvier 1910
- Plus grande différence de points dans un match gagné par les Français : +33 le 5 février 2000

### En France
- Nombre de rencontres : 49
- Premier match gagné par les Gallois : 23 février 1909 (N°1 en France)
- Premier match gagné par les Français : 9 avril 1928 (N°8 en France)
- Dernier match gagné par les Gallois : 1er février 2019
- Dernier match gagné par les Français : 31 janvier 2025
- Plus grand nombre de points marqués par les Gallois : 47 points le 23 février 1909 (gagné)
- Plus grand nombre de points marqués par les Français : 43 points le 31 janvier 2025 (gagné)
- Plus grande différence de points dans un match gagné par les Gallois : +42 le 23 février 1909
- Plus grande différence de points dans un match gagné par les Français : +43 le 31 janvier 2025

### En Coupe du monde
- Nombre de rencontres : 2
- Premier match gagné par les Gallois : 20 octobre 2019
- Premier match gagné par les Français : 15 octobre 2011
- Dernier match gagné par les Gallois : 20 octobre 2019
- Dernier match gagné par les Français : 15 octobre 2011
- Plus grand nombre de points marqués par les Gallois : 20
- Plus grand nombre de points marqués par les Français : 19
- Plus grande différence de points dans un match gagné par les Gallois : 1
- Plus grande différence de points dans un match gagné par les Français : 1

### Dans leTournoi
- Nombre de rencontres : 95
- Premier match gagné par les Gallois : 1er janvier 1910 (N°1 du Tournoi)
- Premier match gagné par les Français : 9 avril 1928 (N°14 du Tournoi)
- Dernier match gagné par les Gallois : 1er février 2019
- Dernier match gagné par les Français : 10 mars 2024
- Plus grand nombre de points marqués par les Gallois : 49 points le 1er janvier 1910 (gagné)
- Plus grand nombre de points marqués par les Français : 51 points le 5 avril 1998 (gagné)
- Plus grande différence de points dans un match gagné par les Gallois : +35 le 1er janvier 1910
- Plus grande différence de points dans un match gagné par les Français : +51 le 5 avril 1998